# Heinz-Dieter Klink
Heinz-Dieter Klink (* 2. November 1944 in Thorn, Deutsches Reich, heute Toruń, Polen) ist ein SPD-Politiker aus dem Ruhrgebiet. Er war bis zum 31. Juli 2011 Geschäftsführer des Regionalverbandes Ruhr (RVR).

## Leben
Nach dem Besuch der Grundschule in Solingen ging Klink auf ein Gymnasium in Witten und machte im Jahr 1964 dort sein Abitur. Nach dem Wehrdienst begann er sein Jura-Studium an der Ruhr-Universität Bochum, welches er im Februar 1975 mit dem 2. Staatsexamen abschloss. Im Jahr 1969 trat er während des Studiums in die SPD ein.
Klink arbeitete ab 1975 als Justiziar in der Stadtverwaltung Gelsenkirchen. Ab 1978 leitete er das Hauptamt der Stadtverwaltung und wurde 1983 Leitender Städtischer Rechtsdirektor. Im Januar 1986 wurde Klink Kämmerer und Beigeordneter der Stadt Dorsten mit Zuständigkeiten in den Bereichen Finanzen, öffentliche Ordnung und Abfallwirtschaft. 1997 wurde er auch verantwortlich für die Bereiche Personalwesen, Organisation und technikunterstützte Informationsverarbeitung (TUIV). Ab 2003 war Klink als erster Beigeordneter außerdem zuständig für den Bereich Planen und Bauen. Bereits seit 1991 war er Geschäftsführer der Entwicklungsgesellschaft Wulfen mbH (siehe Neue Stadt Wulfen) und seit 1999 Mitglied im Rat der Stadt Gelsenkirchen. Anfang 2005 legte Klink diese Ämter nieder und wurde zum 1. März 2005 Geschäftsführer (Regionaldirektor) des Regionalverbandes Ruhr (RVR). Am 1. August 2011 trat er in den Ruhestand.
Klink ist verheiratet, hat zwei Töchter und lebt in Gelsenkirchen-Buer.